# 青山信昌
青山 信昌（あおやま のぶまさ）は、戦国時代の武将。織田氏の家臣。通称の与三右衛門（よそうえもん）で知られる。

## 略歴
天文11年（1542年）、織田信長が父信秀から那古野城を与えられ城主になった際、平手政秀・林秀貞・内藤勝介と共に養育係として仕えた「四長（四家老）」の一人。
天文16年（1547年）、織田氏の美濃国稲葉山城攻めに出陣し、斎藤道三の奇襲に遭い、織田信康など多くの将兵と共に討死した（加納口の戦い）。ただし、信昌が戦死した戦いが起きた時期を天文13年（1544年）とする説もあり、この場合には信長の元服以前に信昌は死去しているため、四長であることは成立しなくなる。
子の吉次（妻は前田利家の姪）は、のちに前田氏に仕え、越中国魚津城の城主（城代）を務めた。その後、4代にわたり同城の城主（城代）を務める。家紋は丸ノ内蔦。

### 資料
昭和62年（1987年）に堤清二が母親の操（旧姓青山）の実家の古文書を漢文から古文に翻訳した内容によると、信昌は與三右衛門の弟ということになっている。記録は以下の内容。
青山與三右衛門（天文16年（1547年）9月22日討死）……織田信秀（信長の父）に仕えた信長の補佐をした。
青山與三左衛門信昌（大永6年（1526年）〜永禄7年（1564年））38歳没……與三右衛門の弟。織田軍記四家老の一人で信秀と信長に仕えた。稲葉山にて戦死。
（なお、この古文書を所有していた青山家は、江戸末期に養子を迎えたため信昌の血縁ではなくなっていたが、信長の家老の名が與三左衛門信昌であったと代々口伝していた。また、この青山家は江戸時代には蜂須賀家に仕えていた。）
自画像、書物、レガリアなどは石川県立歴史博物館所蔵。

## 登場作品
- 敵は本能寺にあり（1960年、演：永田光男）
- 太閤記（1965年、演：三田国夫）
- 徳川家康（1983年、演：沖恂一郎）
- 信長 KING OF ZIPANGU（1992年、演：児玉謙次）
- 織田信長（1994年、演：出水憲）
- 国盗り物語（2005年、演：森下哲夫）